# رنمارک، استرالیای جنوبی
رنمارک، استرالیای جنوبی (به انگلیسی: Renmark, South Australia) یک شهرک در استرالیا است که در استرالیای جنوبی واقع شده‌است.
این شهرک در سال ۲۰۲۱ میلادی ۴٬۷۰۵ نفر جمعیت داشته است.

## نگارخانه

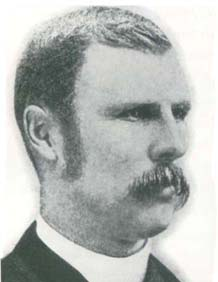
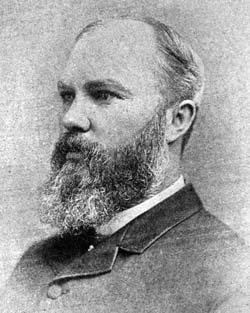